# Презвитер Йеремия
Поп Йеремия или Презвитер Йеремия (на старобългарски Еремиѩ) е български автор на апокрифни произведения, живял по всяка вероятност през втората половина на Х век. Заради произведението му Повест за кръстното дърво, Е. Георгиев нарежда поп Йеремия заедно с такива велики старобългарски творци като Кирил и Методий, Йоан Екзарк и др, Според Георгиев това съчинение е първият славянски роман и един от първите романи в Европа въобще.
Презвитер Йеремия е автор на апокрифни съчинения и е представител на антиканоничната линия в развитието на средновековната българска литература. Остри нападки срещу Йеремия се съдържат в различните редакции на Списъка на забранените книги. Според тях, той е „окаян“, „лъже“, „бае“, пише за „съблазън на неразумните“. Монахът Атанасий Йерусалимски (XIII в.) в специално послание съветва неговия съотечественик и последовател Панко да не чете словото на Еремия за „честното дърво“ и нарича творенията му „лъжливи басни“. Цариградският патриарх Сисиний II, предупреждава да не го смесват с „лъжливия Сисиний“, за когото пише българският поп Йеремия.
В различните редакции на Списъка на забранените книги, презвитер Йеремия е представян като син и ученик на поп Богомил. Подобни сведения дават основание на някои изследователи от края на XIX в. да го отъждествяват с поп Богомил. Впоследствие обаче руският учен М. И. Соколов доказва че става въпрос за две различни лица. Е. Георгиев дори го разглежда като противник на Богомилството, защото Йеремия уважава кръста като християнски символ и приема Господ като създател на земните творения.

## Творчество
Книжовното наследство на поп Йеремия все още не е напълно очертано. Със сигурност към наследството му се отнася „Повест за кръстното дърво“ и един цикъл молитви против треска (Молитва за тресавици). Някои изследователи са склонни да му преписват и „Въпроси и отговори, или от колко части е бил сътворен Адам“.
Повестта за кръстното дърво е обширно апокрифно съчинение, което проследява историята на дървото от което е направен кръста Христов. Съчинението е изградено върху занимателни епизоди от Стария и Новия завет и някои предишни апокрифни съчинения. Трактовката на Еремия показва отклонение от някои основни богомилски схващания и дори противоречие с тях (например в прославата на кръста и утвърждаването на църковната йерархия), но същевременно разказът му не се покрива с официално установените библейски положения. Образът на Исус е подчертано очовечен, повествованието е наситено с любопитни сюжетни подробности и с фантастика. Най-старият известен препис на съчинението е от XIII в. в Драголовия Сборник.